# Hyalymenus subinermis
Hyalymenus subinermis är en insektsart som beskrevs av Van Duzee 1923. Hyalymenus subinermis ingår i släktet Hyalymenus och familjen krumhornskinnbaggar. Inga underarter finns listade i Catalogue of Life.